# آقای هاید (شخصیت کمیک)
آقای هاید (کلوین زابو) یک شخصیت تخیلی و ابرتبه‌کار در کتاب‌های کامیک مارول کامیکس می‌باشد. این کاراکتر به وسیلهٔ استن لی و دان هک خلق شده و در سفر به راز شماره‌های ۹۹ام (دسامبر ۱۹۶۳) معرفی شد.